# BEST TRACKS 〜A message to the next generation〜
『BEST TRACKS 〜A message to the next generation〜』（ベストトラックス ア・メッセージ・トゥ・ザ・ネクスト・ジェネレーション）は、2000年3月23日にリリースされたTM NETWORK（TMN）のベスト・アルバム。

## 解説
2000年に、Rojamへの移籍に伴い、Epic Recordsがメンバーの許諾を得ず発売したベスト･アルバムの為、アーティスト写真が一切使われていない。
1999年に発売された『STAR BOX』シリーズと異なりデビューからTMN「終了」まで満遍なく選曲されているが、TRUE KiSS DiSCからリリースされた再始動時の（1999年）「GET WILD DECADE RUN」「10 YEARS AFTER」「Happiness×3 Loneliness×3」の収録は見送られた。
内容が重複する『Gift for Fanks』『DRESS』など既存のベスト・アルバムは、『TIME CAPSULE』を除き一時廃盤になったが『DRESS』は2007年3月21日に紙ジャケット仕様、『Gift for Fanks』は同年11月21日にDVD同梱で再リリースされた。

## 収録曲
| 全作曲・編曲: 小室哲哉（#9のみ、作曲: 木根尚登）。 |                                    |            |            |      |
| #                                                  | タイトル                           | 作詞       | 作曲・編曲 | 時間 |
| 1.                                                 | 「LOVE TRAIN」(TMN名義)            | 小室哲哉   | 小室哲哉   | 5:26 |
| 2.                                                 | 「BE TOGETHER」                    | 小室みつ子 | 小室哲哉   | 4:12 |
| 3.                                                 | 「COME ON EVERYBODY」              | 小室哲哉   | 小室哲哉   | 4:53 |
| 4.                                                 | 「KISS YOU」                       | 小室みつ子 | 小室哲哉   | 4:55 |
| 5.                                                 | 「RHYTHM RED BEAT BLACK」(TMN名義) | 坂元裕二   | 小室哲哉   | 6:04 |
| 6.                                                 | 「金曜日のライオン」               | 小室哲哉   | 小室哲哉   | 4:29 |
| 7.                                                 | 「ACCIDENT」                       | 松井五郎   | 小室哲哉   | 4:33 |
| 8.                                                 | 「HUMAN SYSTEM」                   | 小室みつ子 | 小室哲哉   | 5:03 |
| 9.                                                 | 「FOOL ON THE PLANET」             | 小室みつ子 | 木根尚登   | 5:41 |
| 10.                                                | 「SELF CONTROL」                   | 小室みつ子 | 小室哲哉   | 4:39 |
| 11.                                                | 「ALL-RIGHT ALL-NIGHT」            | 小室みつ子 | 小室哲哉   | 4:25 |
| 12.                                                | 「WE LOVE THE EARTH」(TMN名義)     | 小室哲哉   | 小室哲哉   | 5:21 |
| 13.                                                | 「DIVE INTO YOUR BODY」            | 小室みつ子 | 小室哲哉   | 5:02 |
| 14.                                                | 「WILD HEAVEN」(TMN名義)           | 小室みつ子 | 小室哲哉   | 5:22 |
| 15.                                                | 「GET WILD」                       | 小室みつ子 | 小室哲哉   | 4:00 |
| 合計時間:                                          | 合計時間:                          | 合計時間:  | 74:09      |      |

### 曲解説
1. 「LOVE TRAIN」
25thシングル。
2. 「BE TOGETHER」
5thアルバム『humansystem』収録曲、及びシングル「Get Wild (再発盤)」のカップリング曲。
3. 「COME ON EVERYBODY」
15thシングル。
4. 「KISS YOU」
11thシングル。
5. 「RHYTHM RED BEAT BLACK」
23rdシングル。
6. 「金曜日のライオン」
1stシングル。
7. 「ACCIDENT」
3rdシングル。
8. 「HUMAN SYSTEM」
5thアルバム『humansystem』収録曲。
9. 「FOOL ON THE PLANET」
4thアルバム『Self Control』収録曲。
10. 「SELF CONTROL」
9thシングル。
11. 「ALL-RIGHT ALL-NIGHT」
8thシングル。
12. 「WE LOVE THE EARTH」
25thシングル両A面曲。
13. 「DIVE INTO YOUR BODY」
20thシングル。
14. 「WILD HEAVEN」
26thシングル。
15. 「GET WILD」
10thシングル。